# Парк валунов (Шарлоттаун)
Charlottetown Boulder Park — открытый парк валунов, расположенный в Шарлоттауне, Остров Принца Эдуарда. Парк расположен на северной стороне здания Honourable George Coles Building, рядом с Провинс-хаус.

## История
Автором идеи создания парка является доктор Эрик Харви, председатель Гражданского фонда памяти отцов Конфедерации. В парке находятся валуны из каждой канадской провинции; на каждом валуне есть табличка, на которой указана провинция происхождения, а также геологическое название скального образования. Харви хотел, чтобы парк увековечил вклад людей со всей Канады в создание Центра искусств Конфедерации.

### Открытие
Открытие парка состоялось 1 сентября 1966 года на церемонии посвящённой 102-й годовщине начала Шарлоттаунской конференции. Благоустройство парка финансировалось The Bank of Nova Scotia; Грэм Скотт, управляющий филиалом в Шарлоттауне, и доктор Фрэнк Маккиннон, председатель Фонда памяти отцов Конфедерации, перерезали ленточку.

## Валуны
| Провинция             | Тип валуна                                  | Фотография | Налет | Расположение                    |
| --------------------- | ------------------------------------------- | ---------- | ----- | ------------------------------- |
| Альберта              | Девонский доломит                           |            |       | 46°14′09″ с. ш. 63°07′33″ з. д. |
| Британская Колумбия   | Кварцовый диорит                            |            |       | 46°14′09″ с. ш. 63°07′32″ з. д. |
| Манитоба              | Известняк Тиндалл                           |            |       | 46°14′08″ с. ш. 63°07′34″ з. д. |
| Нью-Брансуик          | Известняк, содержащий Archaeozoon acadiense |            |       | 46°14′07″ с. ш. 63°07′32″ з. д. |
| Ньюфаундленд          | Известняк нижнего ордовика                  |            |       | 46°14′08″ с. ш. 63°07′34″ з. д. |
| Новая Шотландия       | Базальт Северных гор                        |            |       | 46°14′08″ с. ш. 63°07′33″ з. д. |
| Онтарио               | Биотитовый роговообманковый гнейс           |            |       | 46°14′08″ с. ш. 63°07′31″ з. д. |
| Остров Принца Эдуарда | Песчаник                                    |            |       | 46°14′08″ с. ш. 63°07′34″ з. д. |
| Квебек                | Анортозит                                   |            |       | 46°14′08″ с. ш. 63°07′33″ з. д. |
| Саскачеван            | Гранит                                      |            |       | 46°14′07″ с. ш. 63°07′33″ з. д. |
| Канада                | Jasper Conglomerate                         |            |       | 46°14′08″ с. ш. 63°07′33″ з. д. |